# ヨースト・クライン
ヨースト・クライン（[nl]Joost Klein、1997年11月10日 - )は、オランダのミュージシャン、ラッパー、歌手、元YouTuber。Joost（ヨースト）とも呼ばれる。 
主にヒップホップアーティストである彼の歌とパフォーマンスには、ドラムンベース、ハードスタイル、ガバなどのエレクトロニックミュージックの影響がよく見られる。
彼は7枚のスタジオアルバムをリリースしており、そのうち2枚はオランダアルバムトップ100のトップ10にランクインした。彼はオランダのトップ40チャートに4曲ランクインしており、「ウォッチミュージック」（2022年） 「ユーロパパ」（2024年） 「ルヒトバロン」（2024年）と ドイツのラッパーSki AgguやコメディアンOtto Waalkesとのコラボレーション 「Friesenjung」（2023年）について フィンランドのラッパーKäärijäの「Trafik!」（2024年） エストニアのラッパー、トミー・キャッシュと共演した「United by Music」（2025年）。
「Europapa」は、ユーロビジョン・ソング・コンテスト2024でオランダ代表に選ばれ、その後、オランダのトップ40とシングルトップ100の両方で1位を獲得したクラインにとって初の曲となった。彼は第2回準決勝で2位となり、決勝では5位で出場する予定だったが、しかし、不正行為の疑いでコンテストから失格となった。[1] これらはスウェーデンの検察によって捜査され、検察は犯罪行為を証明できないとの結論を下して2024年8月に訴訟を取り下げた。